# Красоуски, Ариэль
Ариэ́ль Хосе́ Красо́уски (исп. Ariel José Krasouski; род. 26 мая 1958, Сан-Хосе-де-Майо) — уругвайский футболист, выступавший на позиции центрального полузащитника. Наиболее известен по выступлениям на рубеже 1970—1980-х годов за «Монтевидео Уондерерс», а затем — в аргентинской «Боке Хуниорс». В составе сборной Уругвая стал победителем Мундиалито 1980/81.

## Биография
Ариэль Красоуски начал заниматься футболом в родном Сан-Хесе-де-Майо, в команде «Сентраль». В 1976 году получил приглашение от столичного «Уондерерс», где и начал профессиональную карьеру. Лучшим результатом со странниками стали серебряные медали чемпионата Уругвая, завоёванные в 1980 году.
Именно будучи игроком этого клуба Красоуски дебютировал в сборной Уругвая 11 июля 1979 года, выйдя на замену в игре за товарищеский Кубок Хуана Пинто-Дюрана против сборной Чили. 12 ноября 1980 года Ариэль впервые отметился забитым голом за сборную в матче против Перу (1:1). Также Ариэлито открыл счёт уже в следующем матче против Финляндии (6:0) 8 декабря и обеспечил себе место в основе на домашний Золотой кубок чемпионов мира, приуроченный к 50-летию первого Кубка мира ФИФА. Уругвайцы выиграли все 3 матча на этом турнире и Красоуски стал одним из 10 футболистов, проведших все игры. Последний раз за сборную Красоуски сыграл 13 сентября 1981 года против Колумбии в рамках отборочного турнира к чемпионату мира 1982.
В середине 1981 года Красоуски стал игроком «Боки Хуниорс» и сразу же стал чемпионом Аргентины (турнир Метрополитано). Этот титул стал единственным на клубном уровне за всю игровую карьеру Красоуски. В «Боке» уругваец провёл в общей сложности 8 лет. В 1986 году непродолжительное время выступал за «Сан-Лоренсо де Альмагро», а завершил своё пребывание в Аргентине в 1989 году игрой за «Эстудиантес».
В 1990 году Красоуски вернулся на родину, в «Ливерпуль». Последние годы он часто менял команды, а в 1992 году помог столичному «Ривер Плейту» добиться наивысшего результата в своей истории — занять 2-е место в чемпионате Уругвая, что стало повторением лучшего результата в чемпионатах Уругвая для самого Ариэля. Завершил карьеру футболиста в 1994 году в «Фениксе».
В конце 1990-х Красоуски начал тренерскую карьеру. В 1998/99 гг. возглавлял «Дефенсор Спортинг», а последним на данный момент клубом в тренерской карьере Ариэля стала «Рампла Хуниорс» в сезоне 2005/06.

## Статистика в сборной Уругвая
| Год   | Игры | Голы |
| 1979  | 2    | 0    |
| 1980  | 8    | 2    |
| 1981  | 7    | 0    |
| Итого | 17   | 2    |

## Достижения
- Чемпион Аргентины: 1981 (Насьональ)
- Вице-чемпион Уругвая (2): 1980, 1992
- Обладатель Золотого кубка чемпионов мира: 1980/81